# Міжнародний день акушерки
Міжнародний день акушерки (англ. International Day of the midwife) — святкування вкладу акушерок у світовий добробут. Регулярно щороку 5 травня відзначається з 1991 року в понад 50 країнах світу.
Ідею проведення дня запропоновано 1987 року на конференції Міжнародної конфедерації акушерок (заснована 1919 року, об'єднує 88 акушерських асоціацій із 75 країн світу) в Нідерландах.
У Спільній заяві Фонду ООН з народонаселення і Міжнародної конфедерації акушерок щодо відзначення 5 травня 2013 року Міжнародного дня акушерки зазначалось, що саме від кваліфікованих акушерок може залежати, залишаться живими чи помиратимуть в пологах майже 300 000 жінок щороку і в десять разів більше немовлят. Ключова роль акушерок в добровільному плануванні сім'ї може сприяти запобіганню 87 мільйонів незапланованих вагітностей, багато з яких закінчуються небезпечними абортами в країнах, що розвиваються, та майже третини всіх материнських смертей.

## Теми Міжнародного дня акушерки
- IDM 2025: Вирішальне значення в кожній кризі
- IDM 2022: 100 років прогресу[2]
- IDM 2021: Слідкуйте за даними: інвестуйте в акушерок[3]
- IDM 2020: Акушерки з жінками: святкувати, демонструвати, мобілізувати, об'єднуватися - наш час ЗАРАЗ![4]
- IDM 2017: Акушерки, матері та сім'ї: партнери для життя! Гасло IDM 2017: «Я вірю в партнерство»;[5]
- IDM 2016: Жінки та новонароджені: Серце акушерства Гасло IDM 2016: «Я акушерка – це те, що я роблю»;[6]
- IDM 2015: Акушерки для кращого майбутнього;[7]
- IDM 2014: Акушерки: змінюють сім'ї світу сьогодні;[8]
- IDM 2013: Світ потребує акушерок сьогодні більше, ніж коли-небудь;[9]
- IDM 2012: Світ потребує акушерок сьогодні більше, ніж коли-небудь;IDM 2012: The World Needs Midwives Now More Than Ever
- IDM 2011: Перші 5 км довгої прогулянки до Дурбана; У 2011 році ICM проводив свій 29-й з'їзд у Дурбані, Південна Африка. Під час підготовки цієї глобальної події ICM закликав всі її асоціації-учасники, акушерок та матерів світу пройти цільоспрямовано 5 кілометрів задля підвищення обізнаності про важливість акушерки в рамках дороги до Дурбану.[10]
- IDM 2010: Світ потребує акушерок сьогодні більше, ніж коли-небудь;[11]
- IDM 2009: Світ потребує акушерок сьогодні більше, ніж коли-небудь;[12]
- IDM 2008: Здорові сім'ї – ключ до майбутнього.[13]